# Drochlin (województwo podlaskie)
Drochlin – wieś w Polsce położona w województwie podlaskim, w powiecie siemiatyckim, w gminie Grodzisk.
W latach 1975–1998 miejscowość administracyjnie należała do województwa białostockiego.
Tuż po zakończeniu II wojny światowej w Drochlinie doszło do szeregu aktów prześladowań ze strony polskiej ludności rzymskokatolickiej z sąsiednich miejscowości oraz żołnierzy Armii Krajowej w stosunku do prawosławnej ludności białoruskiej, która stanowiła wówczas zdecydowaną większość mieszkańców wsi. W ich efekcie znaczna część prawosławnych mieszkańców Drochlina zdecydowała się na zawsze wyemigrować do Związku Radzieckiego lub w okolice Bielska Podlaskiego, gdzie ludność prawosławna stanowiła bezwzględną większość i zamieszkiwała w zwartych skupiskach. Jednakże ci, którzy pozostali, na przełomie lat 1945/1946 zmuszeni zostali pod groźbą utraty życia lub mienia do przyjęcia katolicyzmu, który okazał się być dla oprawców synonimem pojęcia polskości. Po 1949, gdy osłabł terror ze strony polskiego podziemia niepodległościowego, niemal wszyscy konwertyci powrócili do prawosławia.
Prawosławni mieszkańcy wsi należą do parafii św. Mikołaja w Grodzisku, a wierni kościoła rzymskokatolickiego do parafii Wniebowzięcia Najświętszej Maryi Panny w Grodzisku